# Anacortes (Washington)
Anacortes (pronunciado [ˌænəˈkɔrtəs]) es una ciudad costera situada en el condado de Skagit, Washington. La población de la ciudad según el censo del año 2000 era de 14 557 habitantes. Es una de las dos principales ciudades del condado, y forma área metropolitana junto con la ciudad de Mount Vernon.
En la ciudad existe un muelle del Servicio de ferries del estado de Washington que comunica por ferry las islas López, Shaw, Orcas, y San Juan, y también la ciudad canadiense de Victoria a través de Sidney, en la isla de Vancouver. Hay también otro muelle que sirve para un transbordador que comunica con la isla Güemes.

## Historia
Su nombre proviene de Anna Curtis Bowman, que era la esposa del primer poblador de la ciudad Amos Bowman.
En 1877 se estableció una oficina de correos en Anacortes (ya usando este nombre) con el vano propósito de que la ciudad fuese seleccionada para acoger el extremo final de la línea férrea transcontinental que uniría el este y el oeste del país por el norte. Anacortes fue oficialmente incorporada al estado el 19 de mayo de 1891, poco después de que fracasase el propósito de que el ferrocarril acabase en ella. Desde entonces se convirtió en un importante centro maderero y pesquero.
En la década de 1950 varias compañías petrolíferas instalaron refinerías junto a Anacortes. Actividad económica que sigue siendo la principal de la ciudad.

## Geografía
Anacortes está en la isla Fidalgo. De acuerdo con la Oficina del Censo de los Estados Unidos, la ciudad tiene un área total de 36.7 km² (14.2 milla2), de los cuales, 30.5 km² (11.8 milla2) son de tierra y 6.2 km² (2.4 milla2) están sobre el agua (el 16.93 %).
Por el norte está rodeado por el estrecho de Puget, las islas San Juan, y por el canal de Swinomish y por la desembocadura del río Skagit al este. El clima es mucho más suave que el de otras áreas del Norte del Pacífico, ya que se encuentra situada a la sombra orográfica de las Montañas Olímpicas. La isla Fidalgo recibe 21" de lluvia al año, la mitad que, por ejemplo, Seattle.

## Demografía
Una estimación de 2007 sitúa el número de habitantes de la ciudad en 16 300 personas,  repartidas en 6086 viviendas. Según esta estimación vivirían en la ciudad 4162 familias. La densidad de población sería de 477,1 personas por km² (1236,0/milla2). Habría 214.7 viviendas por km² (556,2/milla2).
Según esta estimación de 2007, la distribución de la población por origen étnico es:
- 92.66 % raza blanca.
- 1.64 % asiáticos.
- 0.32 % afroamericanos.
- 1.14 % nativos norteamericanos.
- 0.13 % nativos de islas del Pacífico.
- 2.63 % de otras razas.
- 4.25 % mezcla de varias razas.

Las personas de origen hispano incluidas en alguna de los grupos anteriores suponen un 3.15 % de la población.
En el 28.3 % de las 6086 viviendas vivirían niños menores de 18 años. En el 56.2 % habitaban parejas casadas. En el 9.3 % habitaba una mujer sin marido presente. En el 31.6 % no habitaban grupos familiares, mientras que el 26.6 % estaban habitadas por personas solas. El 13.9 % estaban ocupadas por una persona sola mayor de 65 años. La media de ocupación estaría en 2.37 personas por vivienda, y el tamaño de cada familia sería de 2.84 individuos.
Atendiendo a grupos por edades, el 23.4 % de la población sería menor de 18 años; el 5.5 % estaría entre los 18 y 24 años; el 24.8 % entre 25 y 44 años; el 25.5 % entre 45 y 64 años; y el 20.8 % serían mayores de 65 años. La media de edad en la ciudad está en 43 años. Por cada 100 mujeres habría 93.4 hombres, mientras que por cada 100 mujeres mayores de 18 años, habría 90.4 varones.
La media de ingresos por vivienda se situaría en $41,930, y la media de ingresos por familia en $49,531. Un hombre cobraría una media de $38,080 anuales, frente a los $27,080 que percibiría una mujer. La renta per cápita en la ciudad estaría en $22,297. Aproximadamente el 6.0 % de las familias y el 7.7 % de la población viviría bajo el umbral de la pobreza, de los cuales un 7.4 % serían menores de 18 años y un 7.1 % mayores de 65 años.

## Economía

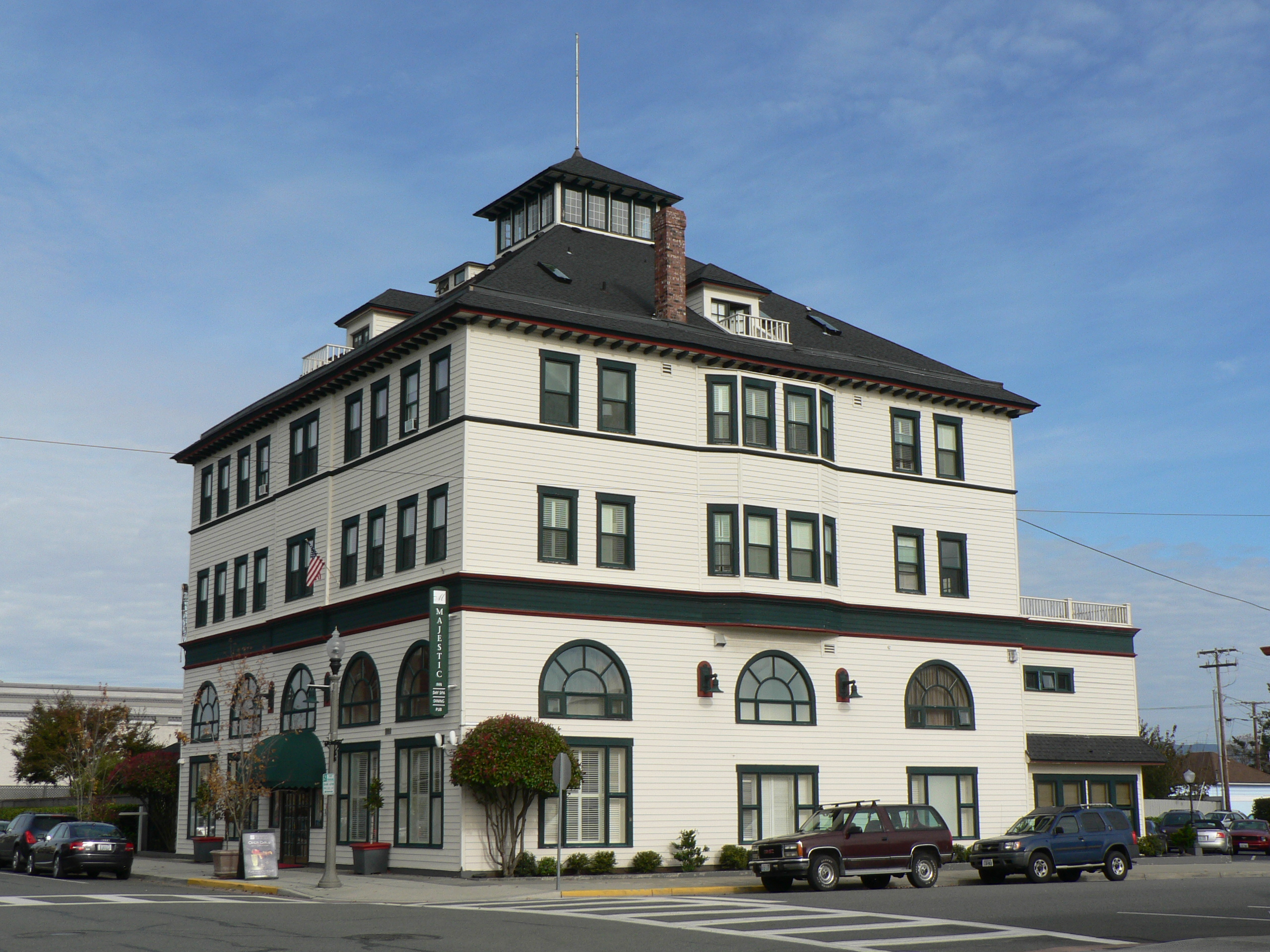
El Majestic Inn, hotel histórico en Anacortes.

Dos de las cinco refinerías que tiene el estado de Washington están localizadas cerca de Anacortes. Una de ellas fue originariamente construida por Shell Oil, pero en la actualidad está operada por Tesoro Corporation; la otra fue construida por Texaco y actualmente es propiedad de la Shell Puget Sound Refinery Company. Las refinerías siguen siendo la principal actividad económica de la región, aunque también tienen mucha importancia la industria de construcción de embarcaciones de recreo, el turismo y los servicios residenciales para la cercana Naval Air Station Whidbey Island.

## Ocio

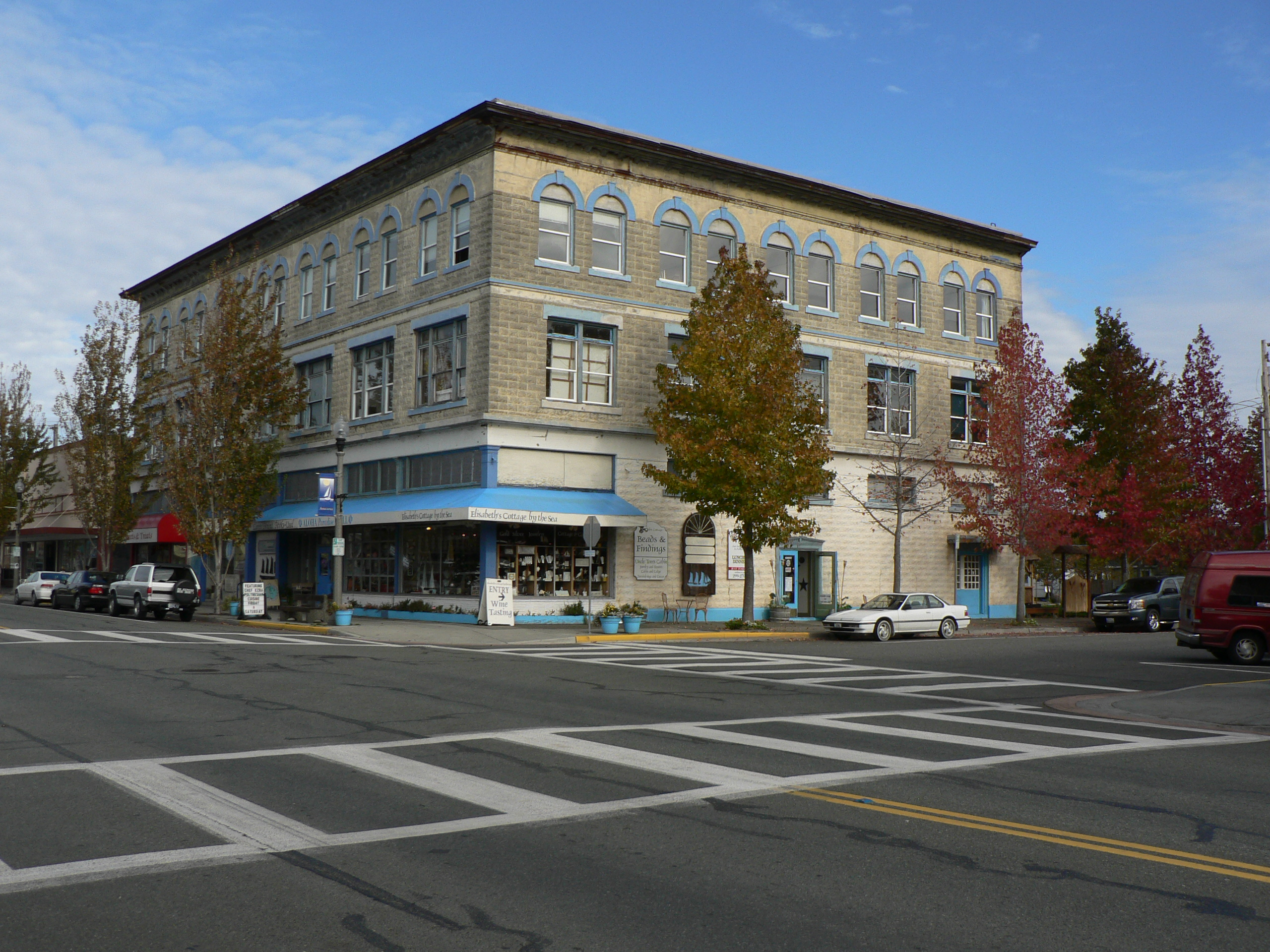
Edificio comercial en la Avenida 619.

Anacortes es un destino popular para los que gustan de salir a la mar en pequeños botes. También es el puerto de salida habitual para aquellos que se dirigen a las islas San Juan, especialmente para los turistas que van a divisar orcas.
La ciudad tiene un parque de 0.89 km² (220 acres) en el extremo noroeste de la isla Fidalgo, llamado Washington Park. En este parque se puede hacer acampada, salir en bote, o disfrutar de unas magníficas vistas de las islas San Juan. La mejor vista es la de isla Cypress.
Las tierras comunales de bosques de Anacortes, de 11 km² (2800 acres) tienen 80 km (50 millas) de senderos para hacer senderismo o ir en bicicleta. Además, junto al parque del monte Erie existen varias rutas de escalada en acantilados muy populares, especialmente en las caras sur y oeste del monte Erie.
Anacortes aloja a muchos ciclistas de larga distancia, ya que es uno de los finales de etapa de la Adventure Cycling Association, que es una ruta en bicicleta que atraviesa los Estados Unidos y finaliza en Bar Harbour (Maine).
Cada agosto se celebra el Anacortes Arts Festival. Este festival comenzó en 1962 como un intento de un grupo de la comunidad por apadrinar las artes. Se celebra en las calles principales del centro de la ciudad. Vendedores, comerciantes y artistas presentas sus obras mientras músicos de jazz y blues amenizan las calles.
La Oyster Run es una carrera de amigos de las motocicletas que se celebra anualmente el cuarto sábado de septiembre. Comenzó en 1981, y el evento creció hasta convertirse en el mayor rally de la costa del Pacífico norte de Estados Unidos. Las últimas ediciones han contado con más de 20 000 participantes, creciendo cada año.
Gracias a que Anacortes está situada frente a las islas San Juan, la región es una de las mejores en todo el mundo para avistar ballenas, especialmente varias grupos de orcas que habitan en ellas por la tranquilidad de sus aguas y la gran variedad de vida acuática que habita en sus aguas.

## Ciudades hermanadas
Anacortes está hermanada con cuatro ciudades:
- Kisakata (Akita), Japón
- Lomonósov, Rusia
- Sidney (Columbia Británica), Canadá
- Vela Luka, Croacia